# Otaara
Otaara, (abreviado Otr.) en el comercio, es un híbrido intergenérico que se produce entre los géneros de orquídeas Brassavola, Broughtonia, Cattleya, Laelia y Sophronitis.